# Proboloptera
Proboloptera is een geslacht van vlinders van de familie spanners (Geometridae), uit de onderfamilie Ennominae.

## Soorten
- P. embolias Meyrick, 1892
- P. leucoprepes Turner, 1904
- P. luteola Turner, 1904